# Emerico Amari

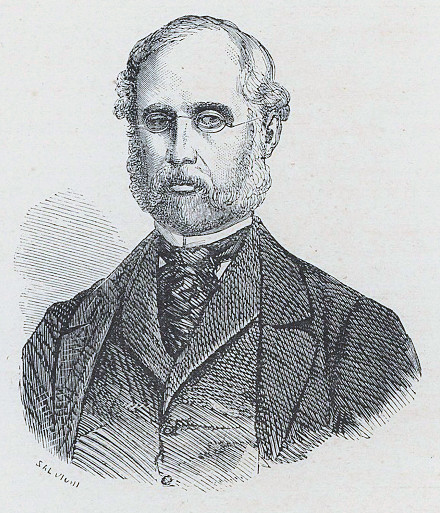

Emerico Amari, född 10 maj 1810 i Palermo, död där 20 september 1870, var en italiensk jurist och politiker.
Amari blev professor i straffrätt vid universitetet i Palermo 1841. Han deltog i oroligheterna 1847–49, tvingades därför fly och levde sedan i kungariket Sardinien till 1861, då han återvände till sin fäderneö. Han utövade sedan i det nya kungariket Italien en inflytelserik verksamhet som deputerad och ämbetsman.